# Leroy Vinnegar
Leroy Vinnegar (13 juli 1928 i Indianapolis – 3 august 1999 i Portland, Oregon) var en amerikansk jazzkontrabassist. 
Vinnegar er nok mest kendt fra sit trio spil med Shelly Manne og André Previn i 1950´erne og begyndelsen af 1960´erne.
Han har ligeledes spillet med Stan Getz, Lee Konitz, Chet Baker og Eddie Harris.
Vinnegar har også ledet egne grupper, og spillet pop musik, med bl.a. Van Morrison.